# Pål Varhaug
Pål Varhaug (Stavanger, 26 gennaio 1991) è un ex pilota automobilistico norvegese.

## Carriera

### Kart
Inizia a gareggiare nel 2005 nei kart, finendo 5º nel campionato nazionale norvegese (categoria ICA), campionato che vinse l'anno seguente (titolo ICA Junior).

### Formula Renault 2.0
Dopo il successo nei kart, nel 2007 passa alla Formula Renault 2.0 svizzera, alla guida della Jenzer Motorsport, classificandosi 2º a fine stagione con 4 vittorie, 3 pole, 1 giro veloce e 7 podi su 12 gare totalizzando 232 punti. Lo stesso anno disputò delle gare di Formula Renault 2.0 NEC e anche 2 gare della Formula Renault 2.0 italiana nel week-end del Circuito del Mugello.
Nel 2008 continuò nella stessa serie, correndo tutte le gare sia nell'Eurocup sia in quello italiano. Concluse 15º in Eurocup, nella quale il miglior risultato fu un 5º posto a Estoril. Nella serie italiana, finì a punti tutte le quattordici gare, ne vinse 3 (all'attivo segnò anche 3 pole, 1 giro veloce e 330 punti) e fece facilmente suo il titolo.
Al termine della stagione, Varhaug prese parte alla Formula Renault 3.5 Series provando al Paul Ricard con il team italiano Prema Powerteam, completando più di cento giri.

### International Formula Masters
Nel 2009 partecipa alla Formula Masters, nuovamente con la Jenzer Motorsport. Concluse 5º assoluto, 2º tra i debuttanti (dietro ad Alexander Rossi). Ottenne 5 podi e mise a segno 1 pole position a Brno.

### GP3 Series
Nel 2010 partecipa al nuovo campionato GP3, ancora una volta con Jenzer Motorsport. Dopo essersi qualificato in prima fila per gara-1 a Barcellona, Varhaug divenne il primo pilota a vincere in questa inedita categoria, concludendo davanti a Robert Wickens e Esteban Gutiérrez. Ma, nelle gare successive, non riesce più a esprimersi allo stesso livello del week-end spagnolo, non giungendo più in zona punti per tutta la stagione. In Gara-1 a Spa taglia il traguardo 3º, ma viene retrocesso al 15º posto a causa di un sorpasso in regime di Safety Car. Inoltre, ottenne il giro veloce a Monza, ma non gli fu assegnato il punto aggiuntivo in quanto non finì la gara nella top 10. Concluse il campionato 13º.

### GP2 Series
Nell'inverno del 2011 passò alla categoria superiore, partecipando alla GP2 Asia con la DAMS, ottenendo un punto in gara-2 a Imola, grazie alla squalifica del compagno di squadra Romain Grosjean. Diventò così il primo pilota norvegese ad andare a punti nella categoria.
La DAMS confermò Varhaug anche per la GP2 Main Series, ma i risultati furono deludenti. Non giunse mai in zona punti, con un 8º posto a Barcellona come miglior risultato. Anche per via dell'impietoso confronto con il vincitore del titolo, il compagno Grosjean, non venne riconfermato.

### Auto GP
Dopo aver perso il suo sedile in GP2, Varhaug si spostò nell'Auto GP con il team Virtuosi UK. A Monza, primo evento stagionale, arrivò a podio in entrambe le gare. Concluse il campionato 2º, con 183 punti, 3 vittorie, 1 giro veloce e 8 arrivi a podio totale, giungendo alle spalle del britannico Adrian Quaife-Hobbs.

### Ritorno in GP2
Nel 2013, Varhaug tornò alla GP2 Series, alla guida della neonata Hilmer Motorsport. Tuttavia, dopo i soli eventi di Sakhir e Barcellona, nei quali ottenne risultati deludenti (tra i quali un ritiro in Spagna), fu rimpiazzato dal britannico Jon Lancaster.

## Risultati

### Carriera
| Stagione | Categoria                           | Team              | Gare | Vittorie | Pole | GPV | Podi | Punti | C.P. |
| -------- | ----------------------------------- | ----------------- | ---- | -------- | ---- | --- | ---- | ----- | ---- |
| 2007     | Formula Renault Svizzera 2.0        | Jenzer Motorsport | 12   | 4        | 3    | 1   | 7    | 232   | 2º   |
| 2007     | Formula Renault Italiana 2.0        | Jenzer Motorsport | 2    | 0        | 0    | 0   | 0    | 0     | 49º  |
| 2007     | Formula Renault Nord Europa Cup 2.0 | Jenzer Motorsport | 2    | 0        | 0    | 0   | 0    | 16    | 39º  |
| 2008     | Eurocup Formula Renault 2.0         | Jenzer Motorsport | 14   | 0        | 0    | 0   | 0    | 17    | 14º  |
| 2008     | Formula Renault Italiana 2.0        | Jenzer Motorsport | 12   | 3        | 3    | 1   | 6    | 330   | 1º   |
| 2009     | Formula Masters                     | Jenzer Motorsport | 16   | 0        | 1    | 0   | 5    | 49    | 5º   |
| 2010     | GP3 Series                          | Jenzer Motorsport | 16   | 1        | 0    | 0   | 1    | 10    | 13º  |
| 2011     | GP2 Series                          | DAMS              | 18   | 0        | 0    | 0   | 0    | 0     | 23º  |
| 2011     | GP2 Asia Series                     | DAMS              | 4    | 0        | 0    | 0   | 0    | 1     | 13º  |
| 2012     | Auto GP                             | Virtuosi UK       | 2    | 1        | 0    | 0   | 2    | 38    | 1º   |

### Risultati completi in GP3
(legenda) (Le gare in grassetto indicano la pole position, quelle in corsivo il giro più veloce)
| Stagione | Team              | 1         | 2           | 3          | 4          | 5          | 6         | 7          | 8         | 9          | 10          | 11         | 12         | 13         | 14         | 15         | 16         | Pos. | Punti |
| -------- | ----------------- | --------- | ----------- | ---------- | ---------- | ---------- | --------- | ---------- | --------- | ---------- | ----------- | ---------- | ---------- | ---------- | ---------- | ---------- | ---------- | ---- | ----- |
| 2010     | Jenzer Motorsport | ESP FEA 1 | ESP SPR Ret | TUR FEA 15 | TUR SPR 18 | VAL FEA 11 | VAL SPR 8 | GBR FEA 14 | GBR SPR 9 | GER FEA 12 | GER SPR Ret | HUN FEA 17 | HUN SPR 23 | BEL FEA 15 | BEL SPR 17 | ITA FEA 14 | ITA SPR 19 | 13º  | 10    |

### Risultati completi in GP2
(legenda) (Le gare in grassetto indicano la pole position, quelle in corsivo il giro più veloce)
| Stagione | Team              | 1          | 2          | 3           | 4          | 5           | 6          | 7          | 8          | 9          | 10         | 11          | 12         | 13         | 14          | 15         | 16         | 17         | 18         | 19      | 20      | 21      | 22      | Pos. | Punti |
| -------- | ----------------- | ---------- | ---------- | ----------- | ---------- | ----------- | ---------- | ---------- | ---------- | ---------- | ---------- | ----------- | ---------- | ---------- | ----------- | ---------- | ---------- | ---------- | ---------- | ------- | ------- | ------- | ------- | ---- | ----- |
| 2011     | DAMS              | TUR FEA 18 | TUR SPR 21 | ESP FEA 15  | ESP SPR 8  | MON FEA Rit | MON SPR 21 | VAL FEA 13 | VAL SPR 10 | GBR FEA 16 | GBR SPR 23 | GER FEA Rit | GER SPR 17 | HUN FEA 13 | HUN SPR Rit | BEL FEA 13 | BEL SPR 18 | ITA FEA 11 | ITA SPR 10 |         |         |         |         | 23º  | 0     |
| 2013     | Hilmer Motorsport | MYS FEA 15 | MYS SPR 19 | BHR FEA Rit | BHR SPR 21 | ESP FEA     | ESP SPR    | MON FEA    | MON SPR    | GBR FEA    | GBR SPR    | GER FEA     | GER SPR    | HUN FEA    | HUN SPR     | BEL FEA    | BEL SPR    | ITA FEA    | ITA SPR    | SGP FEA | SGP SPR | ABU FEA | ABU SPR | 24º* | 0*    |

#### Risultati completi in GP2 Asia
(legenda) (Le gare in grassetto indicano la pole position, quelle in corsivo il giro più veloce)
| Stagione | Team | 1           | 2          | 3          | 4         | Pos. | Punti |
| -------- | ---- | ----------- | ---------- | ---------- | --------- | ---- | ----- |
| 2011     | DAMS | YAS FEA Rit | YAS SPR 20 | IMO FEA 14 | IMO SPR 6 | 13º  | 1     |

### Risultati completi in Auto GP
(legenda) (Le gare in grassetto indicano la pole position, quelle in corsivo il giro più veloce)
| Stagione | Team        | 1       | 2       | 3     | 4     | 5     | 6     | 7     | 8     | 9     | 10    | 11    | 12    | 13    | 14    | Pos | Punti |
| -------- | ----------- | ------- | ------- | ----- | ----- | ----- | ----- | ----- | ----- | ----- | ----- | ----- | ----- | ----- | ----- | --- | ----- |
| 2012     | Virtuosi UK | MZA 1 2 | MZA 2 1 | VLC 1 | VLC 2 | MAR 1 | MAR 2 | HUN 1 | HUN 2 | ALG 1 | ALG 2 | CUR 1 | CUR 2 | SON 1 | SON 2 | 1º  | 38    |